# TV Klan
TV Klan е частен телевизионен канал в Албания, с национално покритие. Стартира през 1997 г. Седалището му е разположено в Тирана. TV Klan е медийна група, която включва Klan Plus, Radio Klan, Klan News, Klan Music, ABC News (Албания), Klan Kosova и Klan Macedonia (със седалище в Северна Македония). Пакетът от канали е достъпен в Европа чрез платформите с платена телевизия Tring и DigitAlb. Пакетът също е достъпен безплатно по целия свят чрез OTT приложението KLANI IM (Android и iOS).

## История
Каналът е създаден чрез съвместно частно финансиране на албанци, като стартира излъчване на 25 октомври 1997 г. Превръща се в първият частен телевизионен канал в Албания.
На 1 август 1998 г., в 19:30 ч. TV Klan прави първия си новинарски репортаж. Първата хроника на TV Klan е за убийството на Таулант Буча. Към 2006 г. аналоговият сигнал на канала покрива около 60% от територията на Албания.
От 4 март 2012 г. TV Klan е първият национален телевизионен канал в Югоизточна Европа и Албания, който започва денонощно излъчването на HD видео формат, без да начислява допълнителни такси на клиентите. Това е първата станция в Албания, която притежава сателитно студио за мобилно излъчване на новини.
На 31 август 2017 г. аналоговото предаване на TV Klan е спряно.
На 3 май 2018 г. TV Klan обявява, че е подписала споразумение за закупуване на 100% от активите на Art Channel (албански телевизионен оператор в Северна Македония). След това каналът е преименуван на Klan Macedonia.
Според Audiovisual Media Authority през 2020 г. Radio Klan става третата частна радиостанция, която получава статут на национална честота в Албания.